# Yuval (Israël)
Pour les articles homonymes, voir Yuval.
Yuval (hébreu : יוּבַל), également connu sous le nom de Kfar Yuval (hébreu : כְּפַר יוּבַל ), est un moshav du nord d'Israël. Situé dans l'enclave de Galilée entre Metoula et Kiryat Shmona, il relève de la juridiction du conseil régional de Mevo'ot HaHermon. En 2021, la communauté compte 644 habitants.